# روبرت كونروي
روبرت كونروي (بالإنجليزية: Robert Conroy)‏ (24 أغسطس 1938، نيوجيرسي في الولايات المتحدة - 30 ديسمبر 2014، ميشيغان في الولايات المتحدة)؛ روائي أمريكي.